# Kees Holierhoek Scenarioprijs
De Kees Holierhoek Scenarioprijs, tot 2016 de Lira Scenarioprijs geheten, is de grootste scenarioprijs (in 2017 een geldbedrag van vijftienduizend euro) voor Nederlands drama. De prijs is in het leven geroepen door Stichting Lira en wordt sinds 1993 iedere twee jaar uitgereikt. Het wordt toegekend aan een scenarioschrijver van een algemeen of een specifiek dramatisch genre. Kees Holierhoek nam in 2016 afscheid als voorzitter van LIRA, als dank werd de naam van de prijs die hij in het leven had geroepen naar hem vernoemd. 
De jury bestaat (2017) uit Max van den Berg (voorzitter), Noraly Beyer, Malou Gorter, Walter van der Kooi en Threes Anna.

## Winnaars
| Jaar | Categorie                 | Uitzendperiode      | Winnaar                                     | Winnaar                                | Andere genomineerden |
| Jaar | Categorie                 | Uitzendperiode      | Serie                                       | Scenarioschrijver                      | Andere genomineerden |
| ---- | ------------------------- | ------------------- | ------------------------------------------- | -------------------------------------- | --- |
| 2021 | drama                     | dec 2020            | Rudy’s Grote Kerstshow                      | Luuk van Bemmelen en Martijn Hillenius | Mocro Maffia seizoen 2 TreurTeeVee seizoen 2                                                                                     |
| 2017 | drama                     | tussen 2013 en 2016 | Hollands Hoop                               | Franky Ribbens                         | Robert Alberdingk Thijm voor “A’dam – E.V.A”, seizoen 3 (2016) Jaap van Heusden en Rogier de Blok voor “De Nieuwe Wereld” (2013) |
| 2015 |                           |                     |                                             |                                        | |
| 2013 | historisch televisiedrama | tussen 2009 en 2012 | Den Uyl en de affaire Lockheed (2010, VARA) | Ger Beukenkamp en Hans Hylkema         | Moeder, ik wil bij de Revue (2012, Omroep MAX) Eileen (2011, VPRO)                                                               |
| 2011 | televisiedrama            | tussen 2007 en 2010 | Annie M.G. (2010, VARA/NTR)                 | Tamara Bos en en Mieke de Jong         | Penoza (2010, KRO) De fuik (2008, VPRO)                                                                                          |
| 2009 | satirisch televisiedrama  | tussen 2005 en 2008 | Toren C (VPRO)                              | Maike Meijer en Margôt Ros             | Draadstaal (VPRO) Klein Holland (VPRO)                                                                                           |
| 2007 | televisiedrama            | tussen 2003 en 2006 | De Uitverkorene (2006, VPRO)                | Frank Ketelaar                         | De Kroon (2004, VPRO) BlueBird (2004, NCRV)                                                                                      |
| 2005 | historisch televisiedrama |                     | De Enclave                                  | Alma Popeyus en Hein Schütz            | Judaskus van Tomas Ross Mevrouw de minister van Frank Ketelaar                                                                   |
| 2003 | langere tv-film           | tussen 1998 en 2002 | Ochtendzwemmers                             | Mieke de Jong                          | Familie van Maria Goos Tussenland van Helena van der Meulen                                                                      |
| 2001 | dramaserie                |                     | Oud Geld                                    | Maria Goos                             | |
| 1999 | jeugdtelevisiedrama       |                     | Dag Juf, tot morgen                         | Tamara Bos                             | |
| 1997 |                           |                     | Ik ga naar Tahiti                           | Ger Beukenkamp                         | |
| 1995 | hoorspel                  |                     | De roering van het kielzog                  | Arthur Japin                           | |
| 1993 | oeuvreprijs               |                     |                                             | Wim T. Schippers                       | |